# Liste der Kulturdenkmale in Redingen/Attert
In der Liste der Kulturdenkmale in Redingen/Attert sind alle Kulturdenkmale der luxemburgischen Gemeinde Redingen/Attert aufgeführt (Stand: 13. September 2022).

## Kulturdenkmale nach Ortsteil

### Lannen
| Bild                           | Bezeichnung                    | Lage                    | Beschreibung | Stufe | Eingetragen seit  |
| ------------------------------ | ------------------------------ | ----------------------- | ------------ | ----- | ----------------- |
| Kirchturm                      | Kirchturm                      | rue de l’Église (Karte) |              | PCN   | 27. Mai 1963      |
| Weitere Bilder                 | Kirche St-Mathieu              | rue de l’Église (Karte) |              | PCN   | 31. Juli 1968     |
| Bauernhof mit Platz und Garten | Bauernhof mit Platz und Garten | 1, rue de Roodt (Karte) |              | IS    | 10. Dezember 1987 |

### Nagem
| Bild | Bezeichnung               | Lage                            | Beschreibung | Stufe | Eingetragen seit |
| ---- | ------------------------- | ------------------------------- | ------------ | ----- | ---------------- |
|      | Bauernhof                 | 2, rue Nagemerberg (Karte)      |              | PCN   | 24. Juni 2021    |
|      | Archäologische Fundstätte | „Auf den Heidenhäusern“ (Karte) |              | PCN   | 2. März 2022     |

### Niederpallen
| Bild           | Bezeichnung        | Lage                           | Beschreibung | Stufe | Eingetragen seit   |
| -------------- | ------------------ | ------------------------------ | --- | ----- | ------------------ |
| Gebäude        | Gebäude            | 2, chemin de Beckerich (Karte) | | PCN   | 12. Februar 2010   |
| Gebäude        | Gebäude            | 4, chemin de Beckerich (Karte) | | PCN   | 12. Februar 2010   |
| Gebäude        | Gebäude            | 6, chemin de Beckerich (Karte) | | PCN   | 12. Februar 2010   |
| Weitere Bilder | „Jhanglisgare“     | rue de Noerdange (Karte)       | In die Schutzmaßnahme eingeschlossen sind der Schienenabschnitt und das Eisenbahnmaterial, die sich im Eigentum des Vereins „Jhanglisfrënn Niederpallen a.s.b.l.“ befinden, sowie ein Teil der alten Bahntrasse, das „Bunnegärtchen“ und das Bahnhofsgelände im Besitz der Gemeinde. | IS    | 17. September 2001 |
| Weitere Bilder | Kirche St-Bernhard | rue de Reichlange (Karte)      | | IS    | 27. Januar 2015    |

### Ospern
| Bild                  | Bezeichnung           | Lage                       | Beschreibung | Stufe | Eingetragen seit |
| --------------------- | --------------------- | -------------------------- | ------------ | ----- | ---------------- |
| Weitere Bilder        | Kirche St-Remigius    | rue Principale (Karte)     |              | PCN   | 31. Juli 1968    |
|                       | Gebäude               | 14, rue Principale (Karte) |              | PCN   | 12. Februar 2010 |
|                       | Bauernhof             | 41, rue Principale (Karte) |              | PCN   | 23. Oktober 2020 |
| Reihe von neun Linden | Reihe von neun Linden | route nationale 23 (Karte) |              | IS    | 21. August 1984  |
| Bauernhof             | Bauernhof             | 3, rue de Redange (Karte)  |              | IS    | 5. Februar 1986  |

### Redingen
| Bild                                                       | Bezeichnung                                                | Lage                           | Beschreibung                                                                                           | Stufe | Eingetragen seit   |
| ---------------------------------------------------------- | ---------------------------------------------------------- | ------------------------------ | --- | ----- | ------------------ |
| Lindenallee                                                | Lindenallee                                                | „Oben den Garten“ (Karte)      | | PCN   | 23. November 1990  |
| Gebäude des ehemaligen Friedensgerichts                    | Gebäude des ehemaligen Friedensgerichts                    | 33, Grand-Rue (Karte)          | | PCN   | 23. März 2012      |
| Weitere Bilder                                             | Kirche St-Victor                                           | place Bian (Karte)             | | PCN   | 21. Juni 2017      |
|                                                            | Eiskeller                                                  | „Kuhberg“ (Karte)              | Der Eiskeller wurde 1865 für die Brauerei Duscherer angelegt, ist 20 Meter tief und 10 × 5 Meter groß. | PCN   | 23. Oktober 2020   |
|                                                            | Gebäude                                                    | 11, rue de Nagem (Karte)       | | PCN   | 29. September 2021 |
|                                                            | ehemaliger Bauernhof                                       | 16, Grand-Rue (Karte)          | | PCN   | 25. Februar 2022   |
| Waschhaus                                                  | Waschhaus                                                  | rue d’Ell (Karte)              | | IS    | 7. Juli 1989       |
| Haus mit Garten und Nebengebäuden                          | Haus mit Garten und Nebengebäuden                          | 3, rue de Niederpallen (Karte) | | IS    | 7. November 2012   |
| „Maison Worré“ mit dem umliegenden Park und dem Gartenhaus | „Maison Worré“ mit dem umliegenden Park und dem Gartenhaus | 11, Grand-Rue (Karte)          | | IS    | 27. November 2013  |
| Platz vor der Kirche                                       | Platz vor der Kirche                                       | place Bian (Karte)             | | IS    | 2. Februar 2015    |

### Reichlingen
| Bild           | Bezeichnung                             | Lage                        | Beschreibung | Stufe | Eingetragen seit   |
| -------------- | --------------------------------------- | --------------------------- | ------------ | ----- | ------------------ |
|                | Bauernhof mit Nebengebäuden und Plätzen | 1, rue de la Montée (Karte) |              | IS    | 8. Dezember 1989   |
| Weitere Bilder | Kirche St-Celse                         | rue de Saeul (Karte)        |              | IS    | 17. September 2001 |

Legende: PCN – Immeubles et objets bénéficiant des effets de classement comme patrimoine culturel national; IS – Immeubles et objets inscrits à l’inventaire supplémentaire

## Quelle
- Liste des immeubles et objets beneficiant d’une protection nationales, Nationales Institut für das gebaute Erbe, Fassung vom 12. September 2022, S. 105 ff. (PDF)

- Karte mit allen Koordinaten:
- OSM |
- WikiMap